# National Foundation for Infectious Diseases
Die National Foundation for Infectious Diseases (NFID) ist eine US-amerikanische Non-Profit-Organisation mit dem Ziel, Beschäftigte im Gesundheitswesen und die Öffentlichkeit über Infektionskrankheiten aufzuklären. Sitz ist Bethesda (Maryland). Sie wurde 1973 gegründet.
Der Verein gibt die Zeitschrift Infectious Diseases in Clinical Practice und einen vierteljährlichen Newsletter heraus (The Double Helix) und organisiert Kurse und Konferenzen.
Zu ihren Preisen gehört der Maxwell Finland Award.